# Bülent Ersoy
Bülent Ersoy (pronúncia em turco: [byˈlænt ˈæɾsoj]; Malata, 9 de junho de 1952), é uma cantora e atriz turca. Ela é conhecida como uma das cantoras mais populares da música turca, apelidada de Diva por seus fãs. Ersoy tem muitos sucessos famosos como "Geceler" (Noites) , "Beddua" (Maldição) , "Maazallah" (God Forbid!) , "Biz Ayrılamayız" (Não Podemos Romper) , "Sefam Olsun" (Eu Me Aproveito) , "Bir Tanrıyı Bir de Beni Sakın Unutma" (Nunca se esqueça de Deus e eu).

## Fase de proibição e período de restrição
Após a operação, Ersoy viu-se em oposição ao golpe de Estado turco de 1980, Kenan Evren . Em uma repressão ao "desvio social", as apresentações públicas de Ersoy foram proibidas junto com as de outras pessoas transexuais. Para contornar a proibição, ela pediu aos tribunais turcos para reconhecê-la legalmente como mulher. A petição foi rejeitada em janeiro de 1982. Dias depois, ela tentou o suicídio [1].  Em 1983, ela deixou a Turquia em protesto contra as políticas repressivas do regime de Evren e continuou sua carreira na Alemanha. Mais tarde, na década de 1989, Evren deixou o cargo e muitas de suas políticas foram rescindidas.
Ersoy continuou sua carreira principalmente na Alemanha , além da Turquia. Junto com sua carreira musical, ela fez vários filmes turcos na Alemanha. Durante esse tempo ela também começou a ter um relacionamento com Birol Gürkanlı.

## Identidade trans e popularidade
Finalmente, em 1988, o Código Civil Turco foi revisado para que aqueles que completassem a cirurgia de redesignação sexual pudessem solicitar um cartão de identidade rosa ou azul (rosa para feminino, azul para masculino) pelo qual eles eram legalmente reconhecidos em seu novo sexo. Ersoy logo voltou a cantar e atuar, tornando-se mais popular do que jamais fora antes da transição. Seu público chegou a chamá-la de "Abla" ou "irmã mais velha", um termo afetuoso e de aceitação.
Apesar de sua vitória pessoal e aceitação de seus fãs, Ersoy teve alguma controvérsia. Os críticos notaram que em um filme no qual Ersoy interpreta uma paciente com câncer que se apaixona, ela nunca beija seu protagonista, embora isso possa ter tido a ver com ela ser germofóbica. Em seu álbum de 1995, Alaturka , ela cantou o Adhan como parte da peça, Aziz İstanbul, um ato que, por ser uma mulher trans , enfureceu muitos clérigos muçulmanos . Em 1998, ela se casou com seu companheiro, Cem Adler. Isso trouxe alguma controvérsia, porque o marido dela era mais de vinte anos mais jovem do que ela.
Ersoy foi ferido em janeiro de 1999 enquanto dirigia com o marido, mas se recuperou após a cirurgia. Mais tarde naquele ano, ela se divorciou de Adler depois de saber de seu encontro com uma garota de programa. Ela continuou a atuar em muitos programas de TV e atuou como membro do júri em um dos programas de televisão mais populares da Turquia, "Popstar Alaturka".
Ersoy casou-se com Armağan Uzun em julho de 2007, no entanto pediu o divórcio em janeiro de 2008.
Ersoy provocou controvérsia em fevereiro de 2008, quando criticou publicamente a incursão da Turquia no norte do Iraque e disse que "não enviaria seus filhos à guerra" se ela fosse mãe [2].  Um promotor público de Istambul submeteu acusações contra ela por "tornar os turcos contra o serviço militar obrigatório", um artigo que também levou a proeminente intelectual turca Perihan Mağden a julgamento no passado recente. A Fundação dos Direitos Humanos da Turquia (IHD) resistiu à defesa de Ersoy. Em 19 de dezembro de 2008, Ersoy foi declarado inocente das acusações por um tribunal turco.
No programa 'Popstar Alaturka', Bülent Ersoy anunciou que terá um novo álbum que deverá estar pronto no final de 2010.

## 2011-12: Aşktan Sabıkalı
No final de 2010, Ersoy anunciou que ouviu cerca de 1.500 músicas nos últimos dois anos e achou difícil escolher as melhores músicas para o álbum. Seu novo álbum, Aşktan Sabıkalı (Love Convict), foi lançado em 3 de outubro de 2011. O álbum inclui uma canção escrita por Can Tanrıyar chamada "Alışmak İstemiyorum" (eu não quero me acostumar com isso), e um clássico de Orhan Gencebay. : (Bir Teselli Ver), 'Me dê suporte'. Há também uma música de Gülşen ; um cantor de música pop, "Aşktan Sabıkalı". Uma adição surpreendente ao álbum é um dueto cantado com Tarkan, que foi popular como foi interpretado por dois dos principais artistas da Turquia. Em 22 de dezembro, Ersoy lançou um videoclipe, quase três meses depois de a música ter sido tocada pela primeira vez no rádio.
O vídeo musical "Bir Ben Bir Allah Biliyor" recebeu mais de 10 milhões de visualizações no YouTube[3].

## 2013 em diante
Em recentes aparições no TRT em 2013, Ersoy afirmou que ela ainda considera a abordagem tradicional da música clássica seu verdadeiro estilo. Em um show, ela declarou como ela estava usando a oportunidade para demonstrar sua verdadeira paixão, lealdade e admiração pela música clássica turca , que, em essência, era a maneira de Ersoy "arrepender-se" de optar por um estilo mais pop-arabesco. De fato, suas aparições no TRT mostram que ela escolheu parecer mais conservadora, não apenas em sua escolha de repertório, mas também em sua performance no palco. Ersoy também fez questão de salientar que suas canções pop-arabescas eram apenas um "vício" de ganhar uma renda e a música clássica, na qual ela recebeu sua educação universitária, é onde sua verdadeira crença e apoio estão. Embora puramente especulativo, isso poderia ser visto como um sinal precoce de que Ersoy poderia produzir outro Álbum Clássico Turco. Embora seu último álbum tenha sido lançado em 2011[5],  seu último álbum, onde cantou as músicas do Classical e do Alaturka, foi em Alaturka 2000 [6],  após o qual ela não produziu nenhum material que cobrisse material Alaturka ou Classical.
No final de 2015, Ersoy declarou em uma coletiva de imprensa como Orhan Gencebay havia mencionado a ela que nenhum proeminente produzia Alaturka nos últimos dois anos. Ela afirmou que era o seu plano mútuo para "ficar juntos" e pensar sobre o que fazer para um álbum nesta área. No início de 2016, Ersoy disse que havia ouvido centenas de músicas e não estava satisfeita com o que foi trazido para ela (sendo essas músicas no gênero Pop / Arabesque). Embora não esteja claro quando sua próxima produção será, Ersoy parece ter retornado de seu status de semi-aposentado e está produzindo novo material. Ela anunciou que iria publicar uma nova música escrita por Tarkan, chamada "Umit Hirsizi".

## Discografia
- Konser 1 (1976)
- Konser 2 (1977)
- Orkide 1 (1978)
- Orkide 2 (1979)
- Beddua (1980)
- Yüz Karası (1981)
- Mahşeri Yaşıyorum (1982)
- Ak Güvercin (1983)
- Düşkünüm Sana (1984)
- Yaşamak İstiyorum (1985)
- Anılardan Bir Demet (1986)
- Suskun Dünyam (1987)
- Biz Ayrılamayız (1988)
- İstiyorum (1989)
- Öptüm (1990)
- Bir Sen, Bir De Ben (1991)
- Ablan Kurban Olsun Sana (1992)
- Sefam Olsun (1993)
- Akıllı Ol (1994)
- Benim Dünya Güzellerim (1995)
- Alaturka 95 (1995)
- Maazallah (1997)
- Alaturka 2000 (2000)
- Canção (2002)
- Aşktan Sabıkalı (2011)

## Filmografia
- Sıralardaki Heyecan (1976)
- Ölmeyen Şarkı (1977)
- İşte Bizim Hikayemiz (1978)
- Beddua (1980)
- Söhretin Sonu (1981)
- Acı Ekmek (1984)
- Asrın Kadını (1985)
- Tövbekar Kadın (1985)
- Benim Gibi Sev (1985)
- Efkarlıyım Abiler (1986)
- Yaşamak İstiyorum 1 (1986)
- Yaşamak İstiyorum 2 (1986)
- Kara Günlerim (1987)
- Biz Ayrılamayız (1988)
- İstiyorum (1989)